# Nadeeka Muthunayeke
M. Nadeeka Muthunayeke (* 17. Januar 1980) ist eine sri-lankische Kugelstoßerin.

## Sportliche Laufbahn
Erste internationale Erfahrungen sammelte Nadeeka Muthunayeke 2002 bei den Asienmeisterschaften in Colombo, bei denen sie mit einer Weite von 12,01 m den achten Platz belegte. 2006 qualifizierte sie sich für die Asienspiele in Doha und wurde dort mit einem Wurf auf 13,94 m Sechste. 2019 belegte sie bei den Südasienspielen in Kathmandu mit 13,25 m den vierten Platz.
2009 und 2012 wurde Muthunayeke sri-lankische Meisterin im Kugelstoßen.